# Hrabstwo Doña Ana
Hrabstwo Doña Ana (ang. Doña Ana County) – hrabstwo w stanie Nowy Meksyk w Stanach Zjednoczonych.

## Miasta
- Anthony
- Las Cruces
- Sunland Park
- Mesilla
- Hatch (wieś)

## CDP
- Berino
- Chamberino
- Doña Ana
- Fairacres
- Garfield
- La Mesa
- La Union
- Mesquite
- Organ
- Placitas
- Radium Springs
- Rincon
- Rodey
- Salem
- San Miguel
- San Pablo
- San Ysidro
- Santa Teresa
- University Park
- Vado
- White Sands